# 卡伦金人
卡伦金人（Kalenjin）是居住于肯尼亚裂谷省的尼罗河流域民族。根据肯尼亚2009年全国人口普查结果，该族共有约超过490万人。

## 历史及命名
卡伦金人被认为是在约2000年前从南苏丹地区迁移到现居地的。在20世纪50年代之前，对卡伦金人并没有一个统一的称呼，他们被学者和行政官员称作是“说南迪语的部落”，这一称呼在该民族被统一称作“卡伦金”后仍然未立刻停止使用。
在40年代末50年代初，一些说南迪语的民族联合起来，共同使用“卡伦金”（南迪语：我[对你]说）作为其称呼。这一做法使得卡伦金迅速成为肯尼亚的一大主要民族。

## 人口
根据肯尼亚2009年度的人口普查，卡伦金人总数为4,967,328人，成为继基庫尤人和卢希亚人之后的第三大民族。

## 语言
卡伦金人母语为卡伦金语，这属于尼罗-撒哈拉语系。

## 文化
卡伦金人和许多在大湖地区的其他尼罗河流域民族都存在着一套以年龄为标准的社会阶层，并实行割礼。 传统上，卡伦金人以放牧为业。

## 分支
卡伦金人的分支包括：Elgeyo、Endorois、Kipsigis、Marakwet、Nandi、Pokot、Sabaot、Terik、Tugen和Sebei。

## 体育能力
卡伦金人被一些人成为“奔跑的部落”。自20世纪60年代中期以来，肯尼亚男子在从800米到马拉松等国际田径项目成绩卓越，这些体育健将们多出自卡伦金人。据统计，自1980年以来，在这些项目当中的四成荣誉是由卡伦金人获得的。近年来，肯尼亚女子长距离田径项目也开始崭露头角，而这些女运动员们也多为卡伦金人。

## 注解
1. ↑  [Ethnologue]
2. 1 2  Census: Here are the numbers （页面存档备份，存于）. Retrieved 25 October 2012.
3. ↑  cf. Evans-Pritchard 1965).
4. ↑  Robert O. Collins, The southern Sudan in historical perspective, (Transaction Publishers: 2006), p.9-10.
5. ↑  A. Okoth & A. Ndaloh, Peak Revision K.C.P.E. Social Studies, (East African Publishers), p.113.